# Herfast
Herfast (o Arfast) (... – 1084) è stato un vescovo cattolico inglese.
Fu il primo Lord Cancelliere di Inghilterra e, poi, Vescovo di Elmham e Vescovo di Thetford

## Biografia
Nato in Normandia, si unì a Guglielmo il Conquistatore durante la conquista normanna dell'Inghilterra e, dopo la battaglia di Hastings, fu nominato a capo dell'ufficio reale di scrittura.
Fu il primo Lord Cancelliere di Inghilterra dal 1068 al 1070.
Dopo avers volto questo incarico, fu consacrato Vescovo di Elmham nel 1070, ma attorno al 27 maggio 1072 trasferì la sede episcopale a Thetford, divenendo così Vescovo di Thetford.
Ebbe un conflitto con la Bury St. Edmunds Abbey e, quando il caso fu discusso, la decisione dell'Arcivescovo di Canterbury Lanfranco fu contraria a Herfast. 
Nel 1072 sottoscrisse l'Accordo di Winchester e morì nel 1084.
Fu un vescovo sposato e i suoi figli possedevano terre a Norfolk al tempo del Domesday Book, nel 1086.